# Friedensnobelpreis

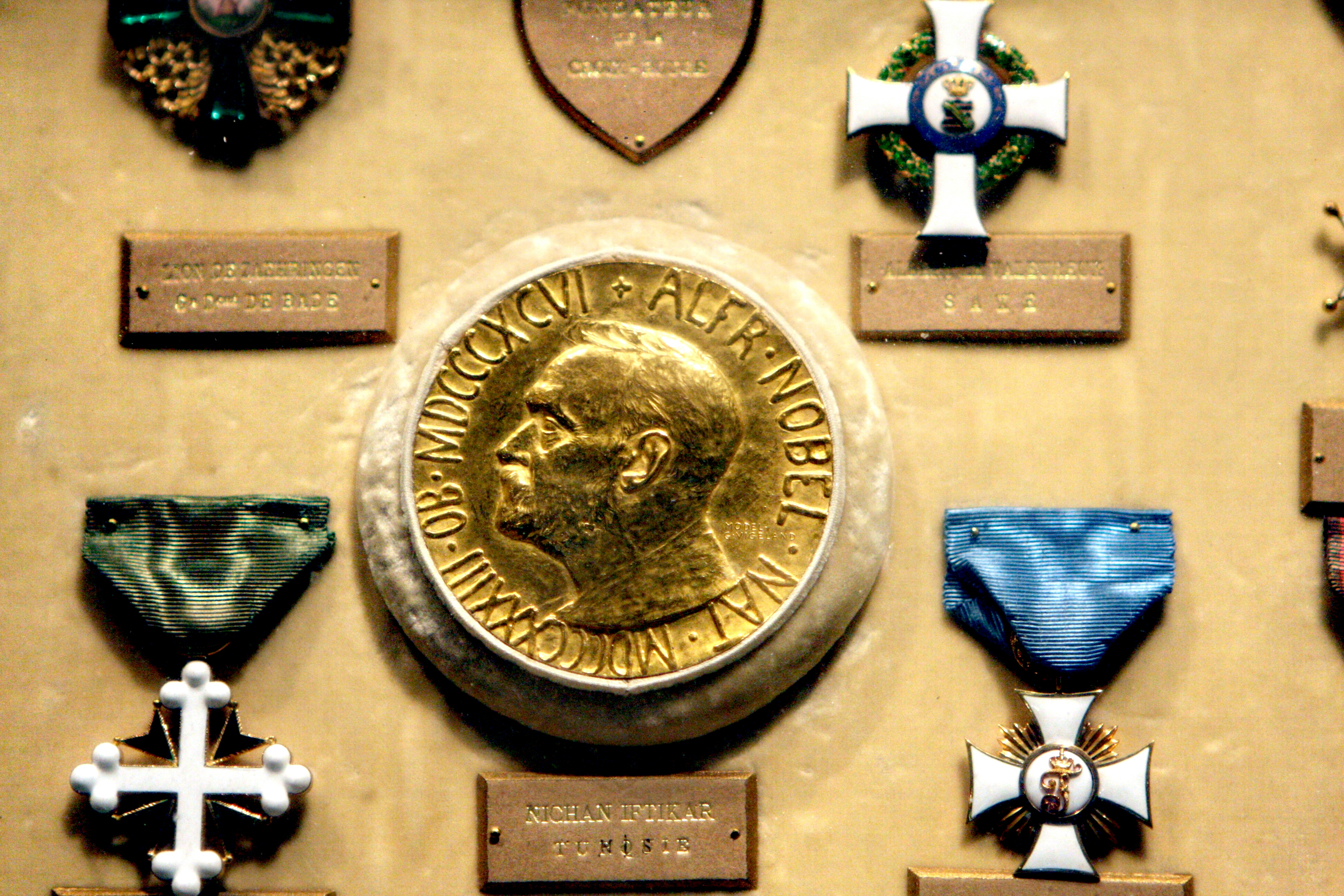
Medaille des an Henry Dunant verliehenen Nobelpreises (Bildmitte)

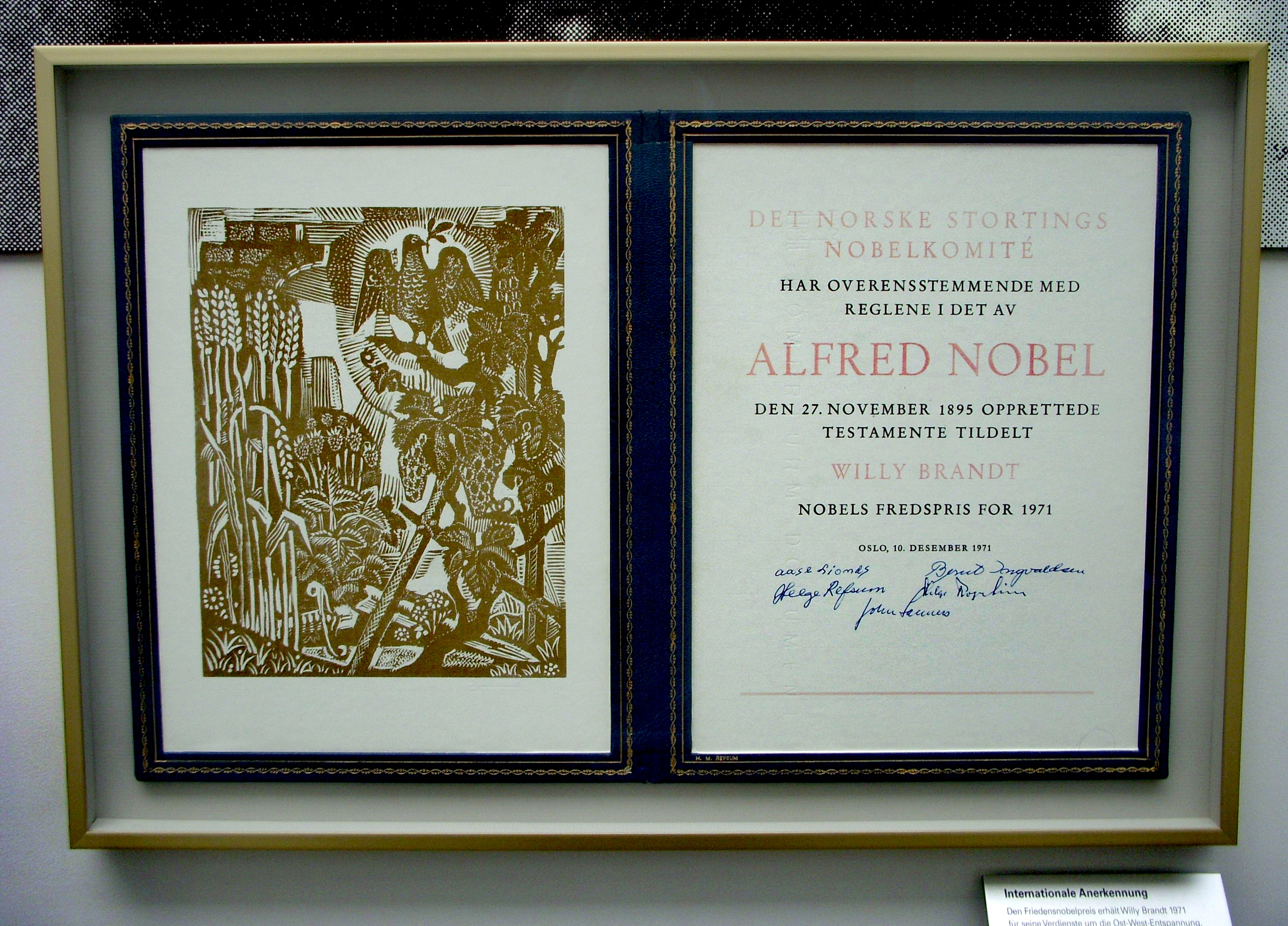
Friedensnobelpreisurkunde von Willy Brandt

Der Friedensnobelpreis ist der wichtigste internationale Friedenspreis und eine Kategorie des von dem schwedischen Erfinder und Industriellen Alfred Nobel gestifteten Nobelpreises. Nach Maßgabe des Stifters soll er an denjenigen vergeben werden, „der am meisten oder am besten auf die Verbrüderung der Völker und die Abschaffung oder Verminderung stehender Heere sowie das Abhalten oder die Förderung von Friedenskongressen hingewirkt“ und damit „im vergangenen Jahr der Menschheit den größten Nutzen erbracht“ hat.
Die Auszeichnung wird seit 1901 jedes Jahr am Todestag Alfred Nobels, dem 10. Dezember, in Oslo verliehen. Sie ist seit 2023 mit 11 Millionen Schwedischen Kronen (ca. 986.000 Euro) dotiert. Für die Vergabe ist, im Gegensatz zu den anderen Preiskategorien des Nobelpreises, keine schwedische Institution zuständig, sondern ein vom norwegischen Parlament bestimmtes fünfköpfiges Komitee, weswegen der Preis als einziger unter den Nobelpreisen nicht in Stockholm verliehen wird.
Eine Aufstellung aller Preisträger findet sich unter Liste der Friedensnobelpreisträger.

## Grundlage

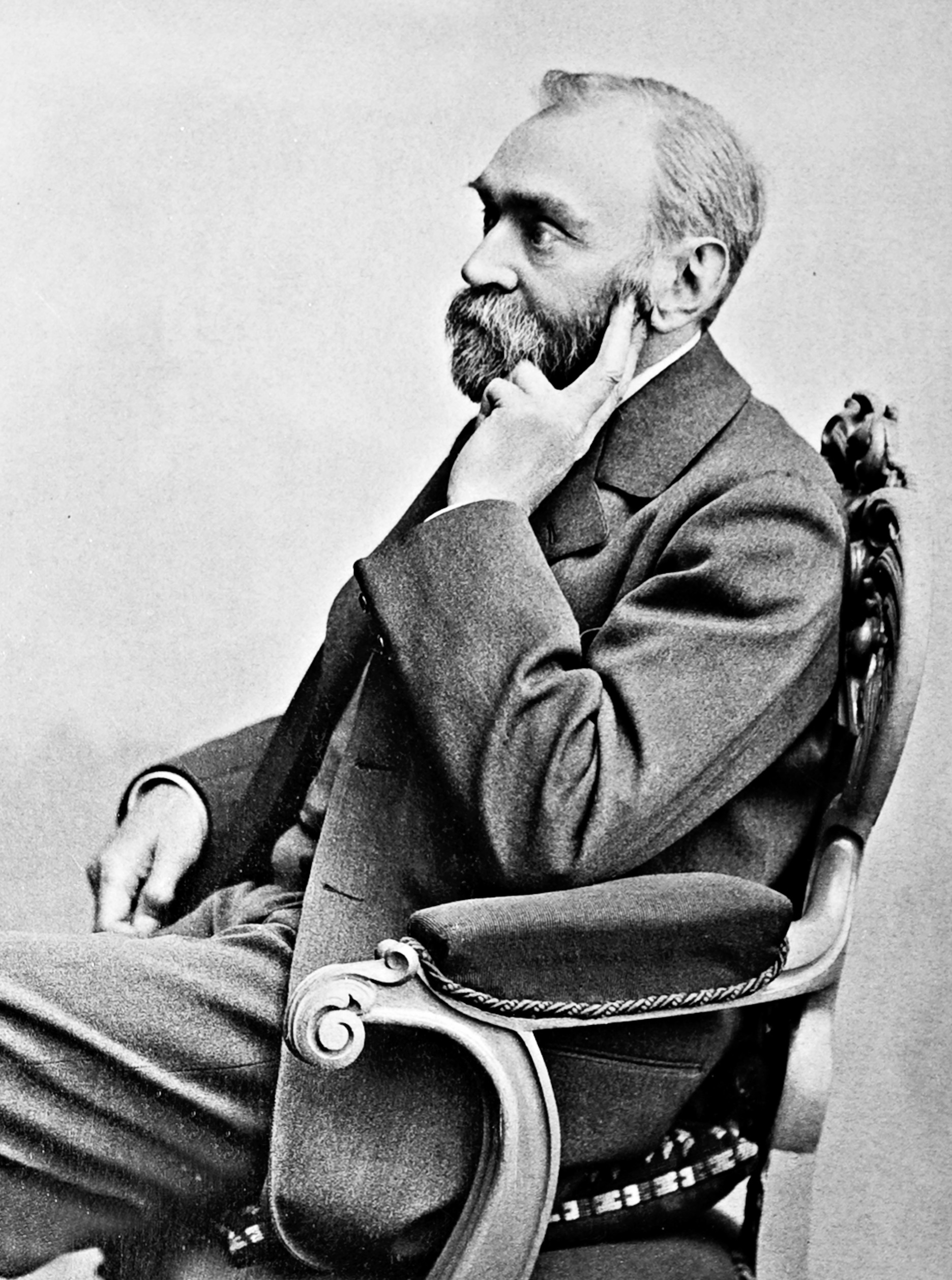
Alfred Nobel

Wie die anderen Kategorien des Nobelpreises geht auch der Friedensnobelpreis auf das Testament Alfred Nobels zurück, in dem er die Stiftung des Preises verfügte, der mit den Erträgen seines Vermögens dotiert ist.
Der schwedische Originaltext des entscheidenden Ausschnitts des Testaments lautet:

”Öfver hela min återstående realiserbara förmögenhet förfares på följande sätt: Kapitalet av utredningsmännen realiseradt till säkra värdepapper skall utgöra en fond, hvars ränta årligen utdelas som prisbelöning åt dem som under det förlupna året hafva gjort menskligheten den största nytta. Räntan delas i fem lika delar som tillfalla: […] och en del åt den som har verkat mest eller best för folkens förbrödrande och avskaffande eller minskning av stående arméer samt bildande och spridande av fredskongresser. Prisen […] för fredsförfäktare [utdelas] af ett utskott af fem personer som väljas af Norska Stortinget. Det är min uttryckliga vilja att vid prisutdelningarna intet afseende fästes vid någon slags nationstillhörighet sålunda att den värdigaste erhåller priset antingen han är skandinav eller ej.”

„Mit meinem verbleibenden realisierbaren Vermögen soll auf folgende Weise verfahren werden: das Kapital, das von den Nachlassverwaltern in sichere Wertpapiere realisiert wurde, soll einen Fonds bilden, dessen Zinsen jährlich als Preis an diejenigen ausgeteilt werden sollen, die im vergangenen Jahr der Menschheit den größten Nutzen erbracht haben. Die Zinsen werden in fünf gleiche Teile aufgeteilt: […] und ein Teil an denjenigen, der am meisten oder am besten auf die Verbrüderung der Völker und die Abschaffung oder Verminderung stehender Heere sowie das Abhalten oder die Förderung von Friedenskongressen hingewirkt hat. Der Preis […] für Friedensverfechter [wird] von einem Ausschuss von fünf Personen [vergeben], die vom norwegischen Storting gewählt werden. Es ist mein ausdrücklicher Wille, dass bei der Preisverteilung die Zuteilung nicht an irgendeiner Nationalität festgemacht wird, so dass der Würdigste den Preis erhält, ob er Skandinavier sei oder nicht.“

Durch diese Festlegung wurde der Friedensnobelpreis zur weltweit ersten Auszeichnung für die Arbeit in der Friedensbewegung.

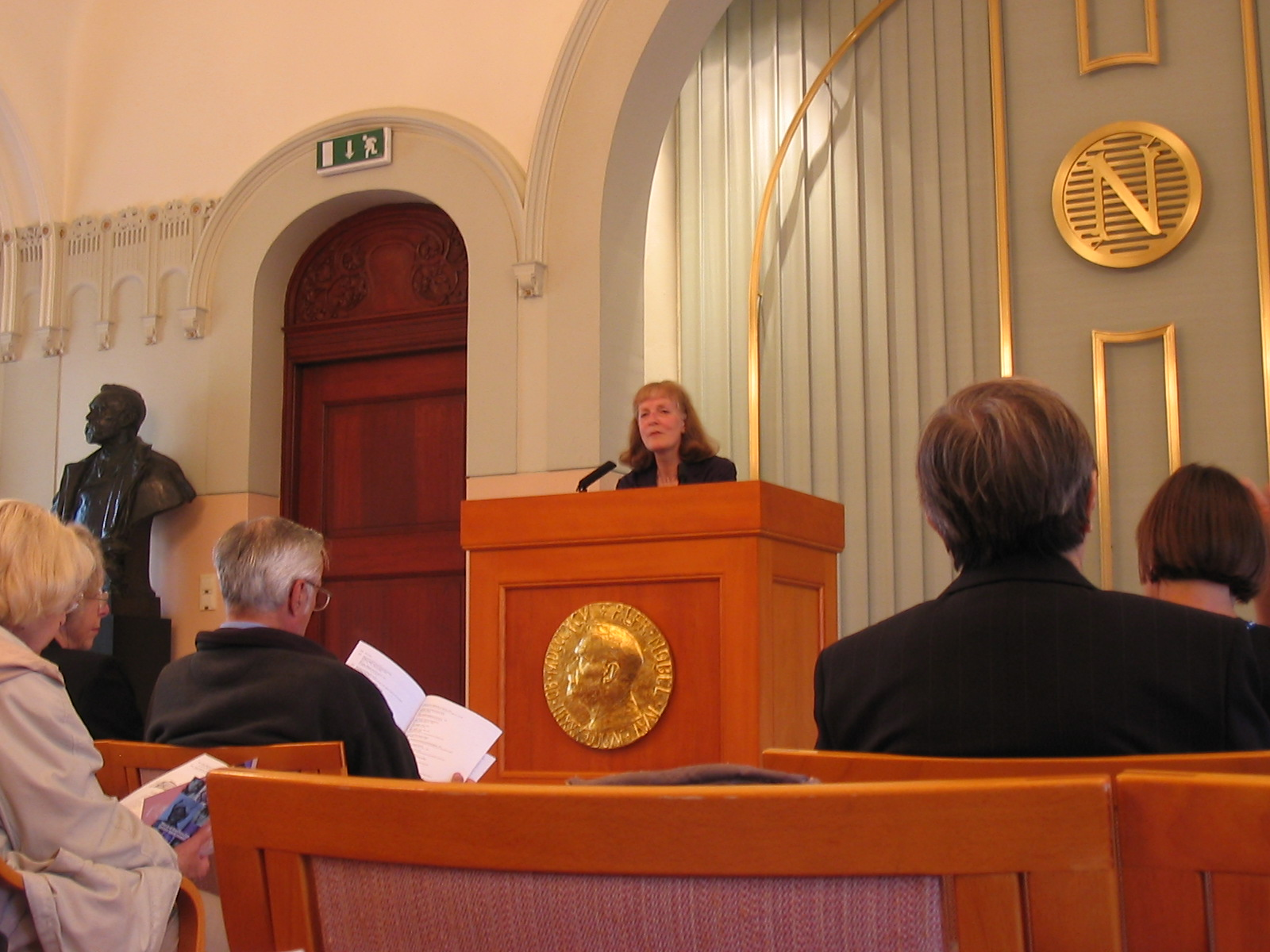
Nobelinstitut in Oslo: Raum, in dem jeweils im Oktober die neuen Preisträger bekanntgegeben werden und am Tag vor der Verleihung eine Pressekonferenz stattfindet

Anders als bei allen anderen Nobelpreisen, die in Stockholm vergeben werden, erfolgt die Verleihung im Rathaus von Oslo, der norwegischen Hauptstadt. Der Preisträger des Friedensnobelpreises wird von einem fünfköpfigen Komitee, dem Norwegischen Nobelkomitee, ausgewählt. Die Mitglieder des Komitees werden vom norwegischen Parlament, dem Storting, ernannt.
Die Ursache für die Vergabe durch ein norwegisches Gremium liegt vermutlich darin, dass zu Nobels Lebzeiten Schweden und Norwegen vereinigt waren und außenpolitische Fragen nur durch das schwedische Parlament entschieden wurden. Nobel selbst hat nie erklärt, warum er den Preis nicht wie alle anderen in Schweden vergeben lassen wollte. Man geht allerdings davon aus, dass er der Meinung war, das norwegische Parlament, das nur für die Innenpolitik verantwortlich war, wäre Beeinflussungsversuchen durch die Regierung weniger stark ausgesetzt. Alfred Nobel schätzte zudem den norwegischen Autor Bjørnstjerne Bjørnson sehr, was seine Entscheidung beeinflusst haben könnte.

## Das Norwegische Nobelkomitee

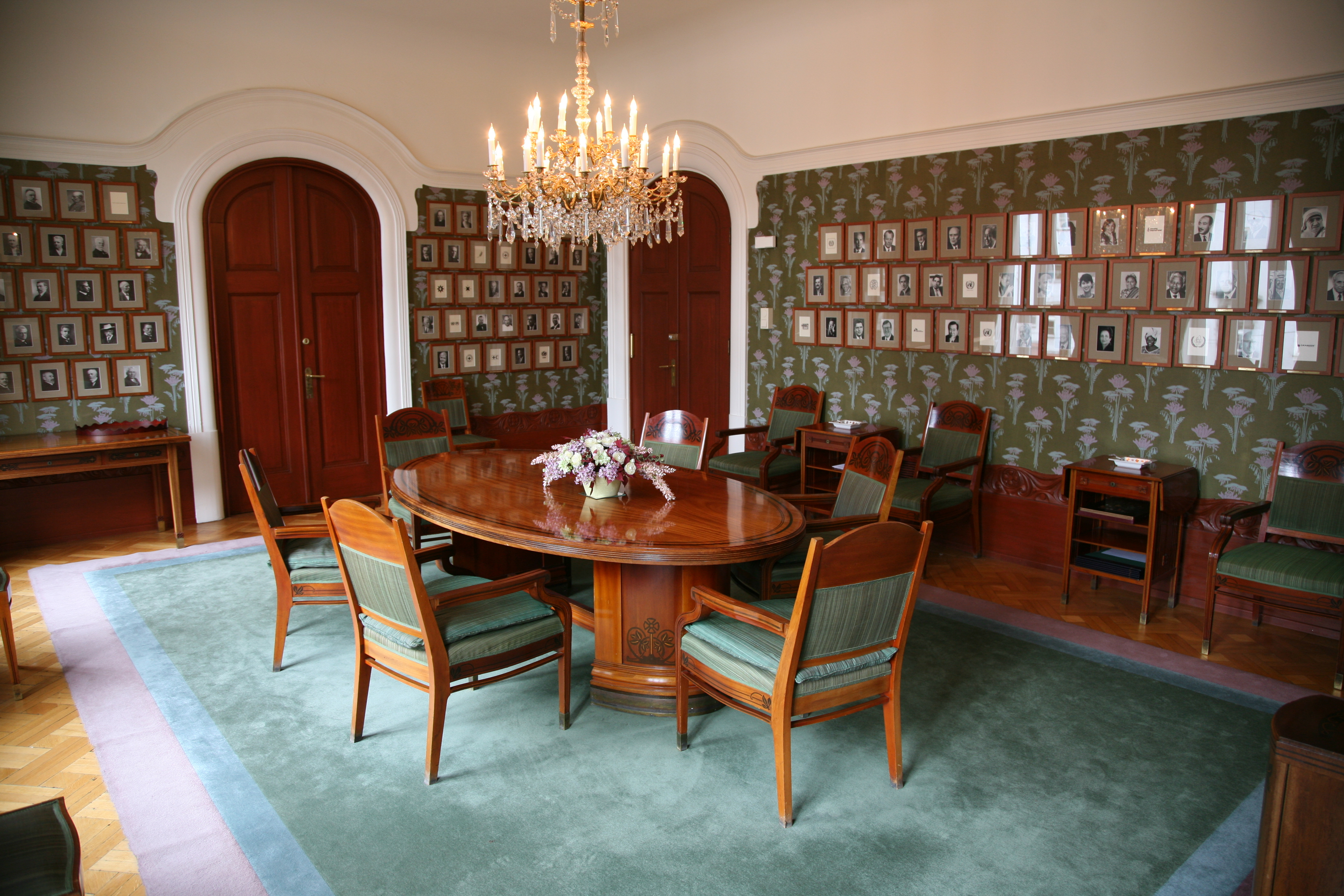
Nobelinstitut in Oslo: Sitzungsraum, in dem das Komitee die jeweiligen Preisträger wählt

Das Norwegische Nobelkomitee ist das Gremium zur Vergabe des Friedensnobelpreises. Es besteht aus fünf Personen, die vom norwegischen Parlament ausgewählt und ernannt werden. Diese Auswahl gilt für einen Zeitraum von sechs Jahren, wobei die Mitglieder auch wiedergewählt werden können. Die politische Zusammensetzung des Parlaments spiegelt sich dabei naturgemäß auch in der Zusammensetzung des Komitees wider. Das Komitee selbst wählt aus seinen Reihen den Vorsitzenden und dessen Stellvertreter. Der Direktor des Norwegischen Nobelinstitutes stellt den Sekretär des Komitees dar. Obwohl es sich dabei nicht um eine Vorgabe handelt, waren bislang alle Vertreter dieses Ausschusses Norweger.
Das Komitee ist in seiner Entscheidung vollkommen unabhängig von äußeren Einflüssen. Die Sitzungen müssen nicht protokolliert und Entscheidungen nicht gerechtfertigt werden, auch dann nicht, wenn es zu gegensätzlichen Meinungen kommt. Das Komitee nimmt in den nach der Vergabe folgenden Diskussionen nie Stellung zur Entscheidung.
Bis 1936 konnten auch Mitglieder des Parlamentes zu Vertretern des Komitees gewählt werden. Dies änderte sich nach der Vergabe des Friedensnobelpreises an den deutschen Dissidenten Carl von Ossietzky. Diese Vergabe wurde von Deutschland und besonders von Adolf Hitler scharf verurteilt und als Akt aggressiver Außenpolitik Norwegens gegenüber dem Deutschen Reich gewertet. Seitdem gab es keine Abgeordneten in diesem Ausschuss. 1977 wurde die Regel insofern noch einmal verschärft, dass keine Mitglieder aus regierungsnahen Ausschüssen zugelassen werden, gleichzeitig mit der Namensänderung von „Nobelkomitee des norwegischen Parlamentes“ in „Norwegisches Nobelkomitee“.
Die folgenden Personen bilden das derzeitige Komitee (Stand Oktober 2024):
- Jørgen Watne Frydnes (* 1984), Mitglied seit 2021, gewählt bis 2026, Vorsitzender des Komitees
- Asle Toje (* 1974), stellvertretender Vorsitzender des Komitees, Mitglied seit 2018, gewählt bis 2029, Politikwissenschaftler mit Schwerpunkt Außenpolitik, ehemaliger Forschungsdirektor des Norwegischen Nobelinstitutes
- Anne Enger (* 1949), ehemalige Ministerin, Mitglied seit 2018, gewählt bis 2026
- Kristin Clemet (* 1957), norwegische konservative Politikerin und Ökonomin, Mitglied seit 2021, gewählt bis 2026
- Gry Larsen (* 1975), sozialdemokratische Politikerin und frühere Staatssekretärin, Mitglied seit 2024, gewählt bis 2029

Als Direktor des Nobelinstitutes und damit Sekretär des Komitees wirkt der Historiker Prof. Olav Njølstad (* 1957).

## Nominierung und Vergabe

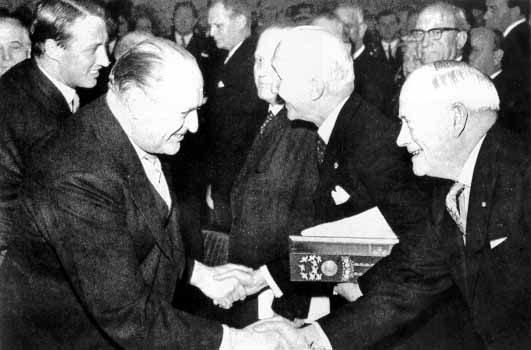
Übergabe des Friedensnobelpreises 1963

Vorschläge für den Friedensnobelpreis können neben den aktuellen oder ehemaligen Mitgliedern des Komitees sowie den Beratern des Komitees und früheren Preisträgern bzw. den Vorständen von ausgezeichneten Organisationen alle Mitglieder der Regierung oder des Parlamentes sowie das Staatsoberhaupt eines souveränen Staates, die Richter des Internationalen Gerichtshofs und des ständigen Schiedshofs in Den Haag sowie Professoren der Fachrichtungen Sozialwissenschaft, Geschichte, Philosophie, Recht und Theologie, die Leiter von Universitäten und von Friedensforschungsinstituten und ähnlichen Organisationen einreichen.
Der Friedensnobelpreis kann auch an Personen oder Organisationen vergeben werden, die an einem noch laufenden Friedensprozess beteiligt sind, nicht nur für die abschließende Lösung eines Konflikts. Daher können einige Friedensnobelpreise im Nachhinein als fraglich erachtet werden. Dies gilt besonders für den Friedensnobelpreis des Jahres 1973, als Henry Kissinger (USA) und Lê Đức Thọ (Vietnam) (verzichtete auf den Preis) für das Friedensabkommen von 1973 in Vietnam ausgezeichnet wurden. Auch der Friedensnobelpreis von 2009 an den US-Präsidenten Barack Obama wurde kritisiert, weil dieser erst kurz zuvor ins Amt gewählt worden war und somit noch keine nennenswerten politischen Schritte unternommen hatte. Auch noch Jahre später wird diese Kritik erneuert, da die Konflikte und Kriege der Welt entgegen der Hoffnungen nicht weniger geworden sind.
Die Nominierungen müssen bis spätestens zum 1. Februar des betreffenden Jahres erfolgen. Es gilt das Datum des Poststempels. Spätere Nominierungen werden für das laufende Jahr nicht angenommen und gehen in die Entscheidung zum nächsten Jahr ein.
| Jahr | Nominierungen                     |
| ---- | --------------------------------- |
| 1971 | 039                               |
| 2009 | 205                               |
| 2010 | 237                               |
| 2011 | 241                               |
| 2012 | 231 (darunter 43 Organisationen)  |
| 2013 | 259                               |
| 2014 | 278 (darunter 47 Organisationen)  |
| 2015 | 273 (darunter 68 Organisationen)  |
| 2016 | 376 (darunter 148 Organisationen) |
| 2017 | 318 (darunter 103 Organisationen) |
| 2024 | 287 (darunter 89 Organisationen)  |

Die Statuten der Nobelstiftung verbieten eine Veröffentlichung der Nominierten und Nominierenden für mindestens 50 Jahre, wobei auch danach der Zugang auf wissenschaftliche Zwecke beschränkt werden kann. Ein Teil der Nominierungen, bei denen die Frist abgelaufen ist, werden in einer Datenbank auf der Internetseite der Stiftung bereitgehalten. Für den Friedensnobelpreis liegen Daten für die Jahre 1901 bis 1967 vor: danach erfolgten in dieser Zeit insgesamt 4.425 Nominierungen – einschließlich mehrfacher Nominierungen derselben Person.
Die Zahl der Nominierungen ist in den letzten Jahren gestiegen.
Im Auftrag des Sekretärs des Komitees werden sowohl permanente als auch spezielle Beobachter mit dem Bericht über die Kandidaten beauftragt. Diese Berichte sollen die Entscheidung durch die Komiteemitglieder erleichtern und unterstützen, sie dürfen jedoch keine Bewertungen oder Empfehlungen der Nominierten beinhalten.
Gemäß den Nobelstatuten dürfen nur maximal drei Preisträger ausgewählt werden. Der Preis darf nur für maximal zwei separate Leistungen vergeben werden. Dies ist beim Friedensnobelpreis jedoch nur sehr selten der Fall. Wenn mehrere Preisträger ausgezeichnet werden, dann in der Regel für Leistungen im gleichen Bereich. Da das Nobelkomitee bis 1989 keine Begründung für den Preis bestimmte, ist es schwierig, festzustellen, warum der Preis in einem bestimmten Jahr geteilt wurde.
Für die Benennung der Preisträger gibt es kein festes Datum, meistens handelt es sich jedoch um einen Freitag um die Mitte des Monats Oktober. Die Bekanntmachung findet offiziell im Gebäude des Nobelinstitutes statt. Die Vergabe erfolgt erst am 10. Dezember des Jahres, dem Todestag von Alfred Nobel. Anders als bei den anderen Nobelpreisen werden der Preis und die dazugehörige Medaille und Urkunde vom Komiteevorsitzenden vergeben und nicht vom König, dieser ist jedoch ebenso wie verschiedene Mitglieder der norwegischen Regierung bei der Zeremonie eingeladen und anwesend. Nach der Verleihung des Preises erfolgt im Regelfall die Nobel Lecture, eine Vorlesung oder Ansprache der Preisträger. Diese wird veröffentlicht in der jährlich erscheinenden Buchserie Les Prix Nobel, außerdem auf den Webseiten des Nobel e-museum und des Norwegischen Nobelinstitutes. Am gleichen Abend findet außerdem ein Bankett in kleinerer Runde statt.
Seit 1994 findet am 11. Dezember, also dem Tag nach der Vergabe, das Nobel Peace Prize Concert zu Ehren des jeweiligen Preisträgers statt.

## Entwicklung

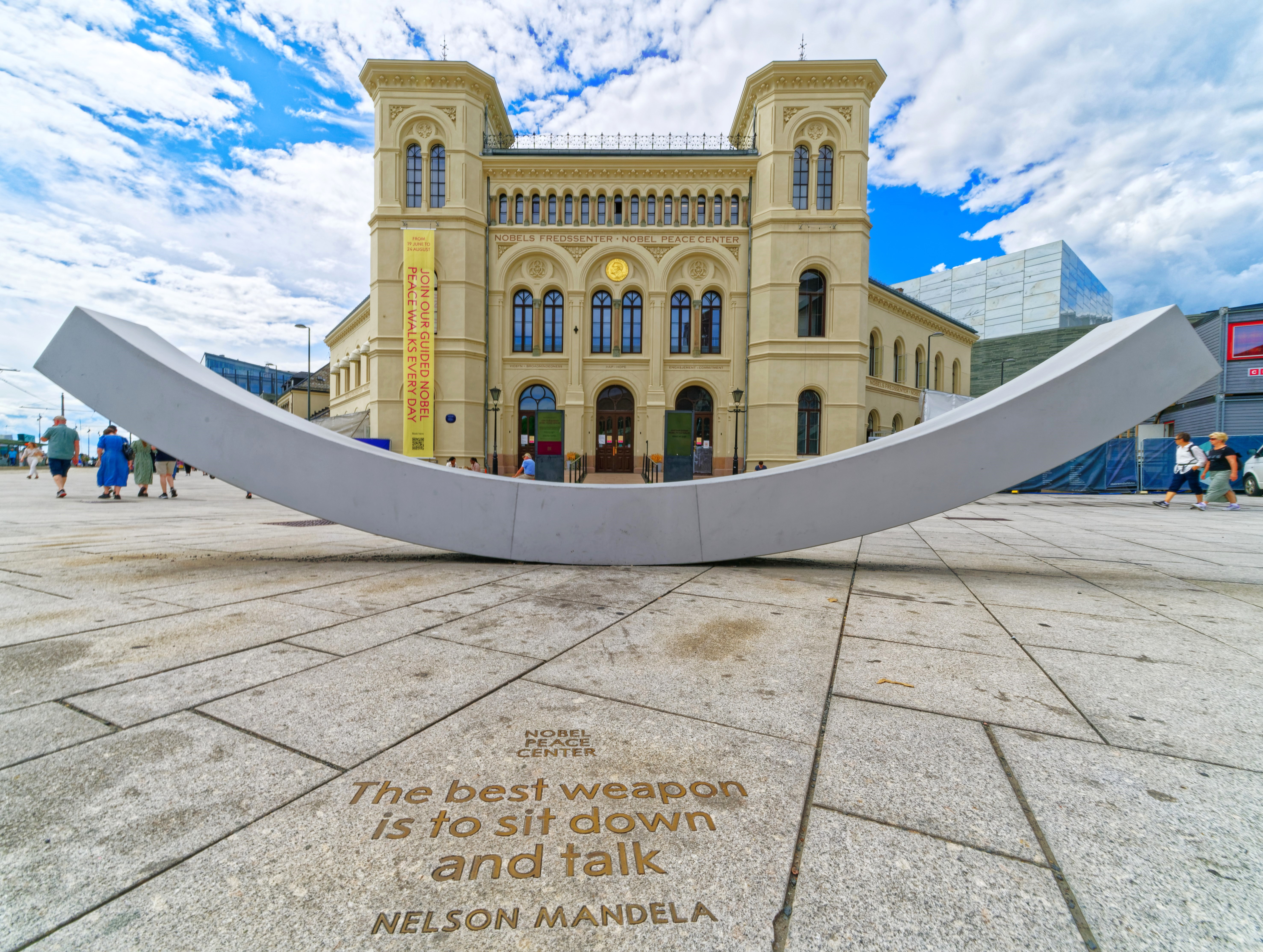
Vestbanestasjonen (ehemaliger Westbahnhof), Sitz des Nobel-Friedenszentrums in Oslo

Der Friedensnobelpreis wurde erstmals 1901 an zwei Personen vergeben. Dies waren Henry Dunant (Gründer des Internationalen Komitees vom Roten Kreuz) und Frédéric Passy (Gründer der französischen Friedensgesellschaft Société d’arbitrage entre les Nations). 1905 erhielt ihn als erste Frau die Österreicherin Bertha von Suttner (Roman Die Waffen nieder!, Gründerin der Deutschen Friedensgesellschaft). Seitdem erfolgte die Vergabe bis 2009 an 97 Personen und 20 Organisationen.
Von allen Nobelpreisen wurde in dieser Disziplin am häufigsten auf eine Vergabe verzichtet, nämlich 19-mal. Zuletzt geschah dies 1972. Dabei liegt der Frauenanteil mit 12 Frauen bis zum Jahr 2009 höher als in allen anderen Disziplinen. Zwar ging der Nobelpreis für Literatur bisher ebenfalls 12-mal an eine Frau, aber dort wurden mehr männliche Preisträger geehrt.
Nach den Statuten der Nobelstiftung obliegt es den Preisvergabeinstitutionen, ob auch Institutionen in der jeweiligen Preiskategorie ausgezeichnet werden dürfen. Der Friedensnobelpreis ist der einzige, bei dem hiervon Gebrauch gemacht wird. Erstmals erfolgte dies 1904 an das Institut de Droit international, bislang wurden Organisationen 22-mal bedacht (Stand 2019).
Die Interpretation der Vorgaben Nobels wird heute weiter gefasst als früher. So wurde der Preis 1960 erstmals auch für den Einsatz für die Menschenrechte vergeben. 2004 wurde erstmals die Arbeit für die Umwelt und eine nachhaltige Entwicklung ausgezeichnet, 2007 für Klimaschutz (IPCC).
Eine wichtige Entwicklung betrifft die Erstellung der Dossiers für die Komiteemitglieder. Diese wurden in den Anfangstagen allein vom Sekretär des Komitees, Christian Lous Lange, geschrieben und weitergegeben. Mit der Gründung des norwegischen Nobelinstitutes 1904 bekam der Sekretär Unterstützung durch permanente Berater. Dies waren bis in die 1980er-Jahre hinein drei Personen, die Experten für internationales Recht, Geschichte und Weltwirtschaft waren. Mittlerweile gibt es vier dauerhafte Berater, außerdem können zu speziellen Kandidaten weitere Berater zugezogen werden.

## Kontroversen
Die Vergabe des Friedensnobelpreises ist besonders stark geprägt vom Zeitgeschehen und seinen Widersprüchen. Die ausgewählten Personen und Organisationen wirken häufig stark polarisierend, und es kommt bei nahezu jeder Vergabe zu Kritik an der Entscheidung. Eine Rücknahme des Preises ist jedoch nicht möglich und die Entscheidung des Gremiums formal nicht anfechtbar.
Es wurden viele Personen nicht mit dem Friedensnobelpreis gewürdigt, die ihn in der öffentlichen Wahrnehmung verdient hätten. Ein besonders prominentes Beispiel ist dabei Mahatma Gandhi, der für die friedliche Unabhängigkeitsbestrebung Indiens eintrat. Er war 1937 erstmals nominiert worden und kam in die engere Auswahl, aber das Komitee entschied sich gegen ihn. Er wurde noch einige Male nominiert, wurde aber erst 1947 wieder in Betracht gezogen. Die Entscheidung fiel aber zugunsten von Quaker Peace and Social Witness aus. 1948 wurde er erneut nominiert, aber kurz vor Ablauf der Nominierungsfrist Ende Januar ermordet. Das Komitee zog eine posthume Vergabe in Betracht und prüfte sie. Eine Anfrage bei den schwedischen Vergabeinstitutionen ergab, dass der Preis nach deren Ansicht nur dann posthum vergeben werden sollte, wenn der Preisträger erst nach der Entscheidung des Komitees verstarb. Weiterhin gab es Zweifel, ob eine solche Vergabe im Sinne Alfred Nobels wäre, und auch praktische Schwierigkeiten, da Gandhi keine Nachfolgeorganisation hinterlassen hatte, der man den Preis hätte zusprechen können. Nur eines der Komiteemitglieder war für eine Vergabe. So entschied man sich, den Preis mit der Begründung nicht zu vergeben, dass es keinen geeigneten Kandidaten gebe. Seit 1972 sind die Statuten der Nobelstiftung auch dahingehend gestaltet, dass der Preis nur dann posthum vergeben werden darf, wenn der Preisträger nach Bekanntgabe stirbt.
Auch die Vergabe des Preises 1973 an Henry Kissinger und Lê Đức Thọ, die den Nobelpreis dafür zugesprochen bekamen, dass sie einen Krieg, den Vietnamkrieg, mit Millionen von Opfern beendeten, den sie in eigener Mitverantwortung anfangs eskaliert hatten, wird immer wieder kritisiert. Nur Henry Kissinger akzeptierte den Preis, Lê Đức Thọ verweigerte die Annahme, da damals aus seiner Sicht immer noch kein Frieden in Vietnam herrschte.
Jassir Arafat, Preisträger 1994 für seinen Anteil an den Anstrengungen zur Lösung des Nahostkonflikts, wurde in der Folge wegen seiner Rolle in den gescheiterten Friedensgesprächen im Jahr 2000 sowie seiner Unterstützung der Zweiten Intifada kritisiert. Am 4. Dezember 2001 erklärte das ehemalige Mitglied des Nobelpreiskomitees und norwegische Minister Kåre Kristiansen, dass Arafat den Friedensnobelpreis niemals hätte erhalten dürfen. Die Entwicklungen nach 1994 ließen keine Zweifel daran, dass Arafat den Preis nicht verdient habe. Er habe weder etwas zum Frieden beigetragen, noch irgendetwas anderes getan, was den Preis rechtfertige.
Erhebliche Kritik gab es an der Verleihung des Preises an den US-Präsidenten Barack Obama 2009, da Obama, zu jenem Zeitpunkt erst wenige Monate im Amt, über die Verbesserung des politischen Klimas zwischen den Vereinigten Staaten und anderen internationalen Akteuren hinaus kaum Erfolge verweisen konnte. In den folgenden Jahren wurde u. a. seine Kriegsführung in Afghanistan kritisiert, insbesondere der unter seiner Amtszeit etablierte Drohnenkrieg, bei dem auf Todeslisten geführte mutmaßliche Terroristen im Ausland ohne Gerichtsverfahren getötet werden.
Die Verleihung des Preises an Institutionen wurde zum Teil ebenfalls heftig kritisiert. So wurde anlässlich der Verleihung des Preises an die Europäische Union am 10. Dezember 2012 von ehemaligen Preisträgern erklärt, die EU sei „eindeutig kein Vorkämpfer für den Frieden“ und die Entscheidung verfälsche den Willen Alfred Nobels.
Der Friedensnobelpreisträger von 2019 Abiy Ahmed war entscheidend mitverantwortlich für den Ausbruch des Bürgerkriegs zwischen der Zentralregierung Äthiopiens und der nach mehr Autonomie strebenden Provinz Tigray im Jahr 2020. Der Bürgerkrieg dauerte auch 2021 noch an und es kam dabei zu Massakern an der Zivilbevölkerung Tigrays durch Truppen der Zentralregierung bzw. auf deren Seite kämpfender Armeeangehöriger Eritreas. Nach Ansicht der Chefredakteurin des Addis Standard, Tsedale Lemma, war die Auszeichnung mit dem Friedensnobelpreis ein Grund, warum Abiy vom Reformkurs abgewichen ist.
Kuriositäten waren 1939 die ironische Nominierung von Adolf Hitler durch Erik Brandt und 1948 die ernst gemeinte von Josef Stalin durch den kommunistischen Philosophen Ladislav Rieger (1890–1958) aus der Tschechoslowakei. Auch Donald Trump soll nach Antritt seiner zweiten Präsidentschaft der Vereinigten Staaten auf Vorschlag des israelischen Ministerpräsidenten Benjamin Netanjahu für den Preis nominiert werden.

## Preisträger

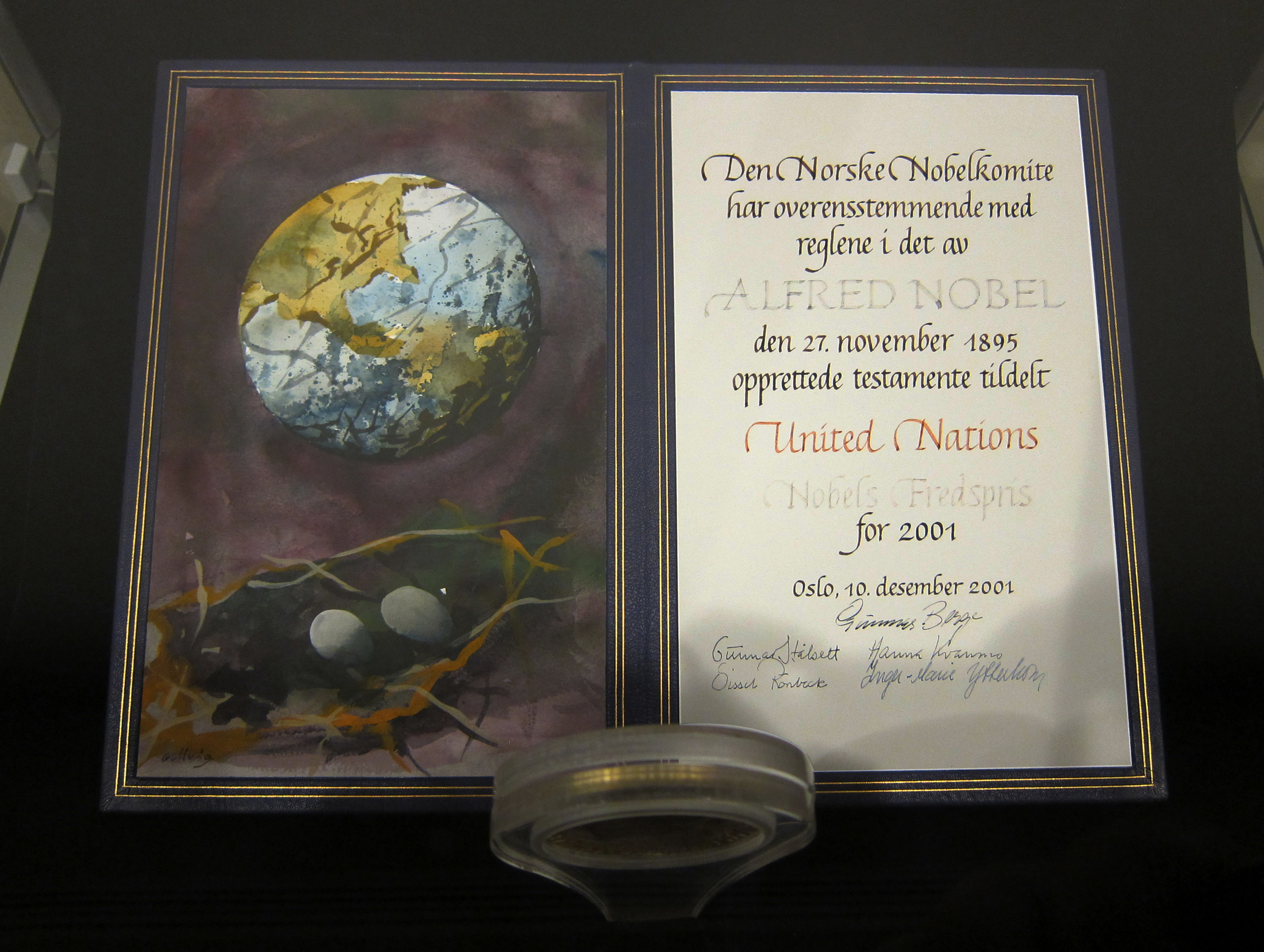
Friedensnobelpreis 2001 für die Vereinten Nationen – Urkunde in der Lobby des UN-Hauptquartiers in New York City

Bertha von Suttner war im Jahr 1905 die erste österreichische Nominierte und auch die erste Frau, die den Preis erhielt. Der zweite und bislang letzte Preisträger aus Österreich war Alfred Hermann Fried, der 1911 ausgezeichnet wurde.
Neben Henry Dunant (erster Preis 1901) bekamen die Schweizer Élie Ducommun und Charles Albert Gobat (beide 1902) den Preis.
Der bislang letzte deutsche Preisträger war Willy Brandt (1971), davor waren es Albert Schweitzer (1953 für 1952, französischer Staatsbürger), Carl von Ossietzky (1936 für 1935), Ludwig Quidde (1927) und Gustav Stresemann (1926).
2014 wurde der Nobelpreis an die damals 17-jährige pakistanische Kinderrechtsaktivistin Malala Yousafzai vergeben, sie war damit die mit Abstand jüngste Person, die bislang einen Nobelpreis erhalten hat.
Bei den Internationalen Organisationen sind die Vereinten Nationen UNO häufig gewürdigt worden: Sie selbst (2001, mit Generalsekretär Kofi Annan), das Kinderhilfswerk (UNICEF, 1965), der Hohe Flüchtlingskommissar (UNHCR, 1954 und 1981) und die Friedenstruppen (1988). Das Internationale Komitee vom Roten Kreuz ist drei Mal vertreten (1917, 1944, 1963 auch Liga der Rotkreuz-Gesellschaften; indirekt Dunant als Gründer 1901). Vertreten sind auch die Internationale Atomenergie-Organisation (IAEO, 2005), die Internationale Kampagne zur Abschaffung von Atomwaffen (ICAN, 2017), die Organisation für das Verbot chemischer Waffen (OPCW, 2013) und einige andere Abrüstungsinitiativen, Amnesty International (1977), Ärzte ohne Grenzen (1999). die Internationale Arbeitsorganisation (ILO, 1969), und die Klimaforschungsinstitution Intergovernmental Panel on Climate Change (IPCC, 2007). 2012 bekam die Europäische Union (EU) die Auszeichnung.
An Organisationen mit Sitz in der Schweiz gingen bisher acht Friedensnobelpreise (UNHCR, Rotes Kreuz, ILO, Office international Nansen pour les réfugiés, ICAN), in Österreich eine (IAEO).